# Pasul Poiana Mărului (Bucovina)
Pasul Poiana Mărului (din Bucovina), este o trecătoare situată în Carpații Orientali la 1125 m altitudine pe DJ177, care traversează Obcina Mare și leagă valea Moldovei de cea a Suceviței. Prin intermediul acestui pas, sunt unite comunele sucevene Sucevița și Mănăstirea Humorului.

## Date geografice
Trecătoarea este situată pe culmea dintre vârfurile Scorușeț (1223 m altitudine, spre sud-est) și Poiana Trisiciori(1038 m altitudine, spre nord-est), între localitățile Sucevița (spre nord-vest) și Poiana Micului (spre sud-vest).
Drumul care traversează pasul (încă nemodernizat și optimizat doar pentru traficul forestier), este în curs de modernizare.
Cea mai apropiată stație de cale ferată este la Gura Humorului, pe linia secundară 502.
Cel mai apropiat aeroport se află la Suceava.
În apropiere se află pasurile Ciumârna – spre nord-vest, Pasul Curmătura Boului (Trei Movile) – spre sud-vest  și Pleșa – spre sud-est

## Obiective turistice de interes situate în apropiere
- Mănăstirea Sucevița
- Mănăstirea Humor
- Centrul de olărit de la Marginea
- Salina Cacica, Biserica romano-catolică din Cacica
- Mănăstirea Moldovița